# 大邱彬氏
大邱彬氏（テグビンし、朝鮮語: 대구빈씨）は、朝鮮の氏族の一つ。本貫は大邱広域市である。2015年の韓国の調査によると、167人がいる。
彬氏は、中国の姓氏であり、清の徳宗代に員外郎を務めたモンゴル民族の彬文が李氏朝鮮の高宗代に朝鮮に渡り、大邱に定着したことにはじまる。